# 菲勒 (愛達荷州)
菲勒（英語：Filer）是一個位於美國愛達荷州特溫福爾斯縣的城市。

## 地理
菲勒的座標為42°34′11″N 114°36′41″W / 42.56972°N 114.61139°W，而該地的平均海拔高度為1148米（即3766英尺）。

## 人口
根據2010年美國人口普查的數據，菲勒的面積為2.71平方千米，當中陸地面積為2.71平方千米，而水域面積為0.00平方千米。當地共有人口2508人，而人口密度為每平方千米925.46人。